# Karl Schiske
Œuvres principales
Vom Tode
Karl Hubert Rudolf Schiske (né le 12 février 1916 à Győr, décédé le 16 juin 1969, à Vienne) est un compositeur et professeur de musique autrichien.

## Biographie
Son lieu de naissance Győr qui se trouve aujourd'hui en Hongrie, faisait encore partie de l'empire autrichien. En 1919, la famille a d'abord déménagé à Orth an der Donau en Basse-Autriche et en 1923 à Vienne. Il a fréquenté l'école secondaire, où il a rencontré Carl Unger, son ami de toujours et plus tard peintre. À partir de 1932, il reçut des leçons de composition d'Ernst Kanitz, un élève de Franz Schreker, et en 1939, il a passé l'examen d'entrée en composition à l'Université de Musique de Vienne. En outre, il a étudié la musicologie, l'histoire de l'art, la philosophie et la physique à l'Université de Vienne et a reçu son doctorat en 1942 sur l'utilisation de la dissonance dans les symphonies de Bruckner. Il a reçu sa formation de pianiste auprès de Roderich Bass et Julius Varga au Neues Wiener Konservatorium ainsi que de Hans Weber à la Wiener Musikakademie.
Alors qu'il était encore étudiant, l'Orchestre symphonique de Vienne et le Steinbauer Quartet ont exécuté ses premières œuvres au Musikverein et au Konzerthaus à partir de 1939.
En 1940, il a été enrôlé dans la Wehrmacht allemande, mais même à cette époque, il a encore continué à composer.
Fortement marquée par la Seconde Guerre mondiale, son œuvre principale, l'oratorio Vom Tode, est dédiée à son frère Hubert, tombé en 1944 à Riga. Elle a été créée en 1948 dirigée par Karl Böhm au Konzerthaus de Vienne.
Après la guerre, il a vécu en tant que compositeur indépendant à Vienne avec des séjours plus longs en Haute-Autriche, Styrie, Salzbourg et Orth an der Donau. La mécène de Schiske à cette époque a été Rita Schuller à qui Schiske a dédié plusieurs de ses compositions.
Après la guerre, sa phase de création la plus fertile a commencé. Elle a vu naître ses symphonies no 2 à 4, le concerto de chambre pour orchestre et une variété d'œuvres de musique de chambre. Il est devenu un professeur de composition réputé à l'Académie de Musique de Vienne. En 1952, le président fédéral lui décerne le prix d'État autrichien (pour l'Oratorio Vom Tode). Au niveau international, il est devenu en 1957 cofondateur d'un studio de musique électronique et a tenu de 1966 à 1967 à l'Université de Californie à Riverside une chaire de professeur invité. En 1962, il a été finalement nommé professeur associé à Vienne. Il était membre du conseil d'administration d'SIMC Autriche.
Parmi ses étudiants, on peut citer Erich Urbanner, Iván Eröd, Herbert Tachezi, Dieter Kaufmann, Gösta Neuwirth, Kurt Schwertsik et Luca Lombardi (de).
Schiske s'est marié avec Berta Baumhackl en 1954 et a eu quatre enfants. Il est mort d'une hémorragie cérébrale le 16 juin 1969 à l'âge de 53 ans et a été enterré dans le cimetière local d'Orth an der Donau.

## Œuvres (liste partielle)
- Konzert für Klavier und Orchester, op. 11 (1939)
- Concerto pour violon et orchestre op. 33 (1952)
- Sonate für Violine und Klavier, op. 18 (1943/48)
- Sextett, op. 5 (1937), pour clarinette, quatuor à cordes et piano
- Vom Tode, Oratorio, op. 25
- Candada, pour chœur (1956)
- Psalm 99, op. 30
- Symphonie no 1 (1941)
- Symphonie no 2 (1947)
- Symphonie no 3 (1950)
- Symphonie no 4 (1955)
- Symphonie no 5 "auf B" (1965)
- Synthese, pour 16 instruments (1958)
- Chamber Concerto, pour orchestre de chambre, op. 28

## Distinctions
- Prix de la Ville de Vienne de musique (1950)
- Grand prix d'État autrichien (1967)
- Ordre du Mérite d'Autriche (1968)